# Truist Atlanta Open 2021
Il Truist Atlanta Open 2021 è stato un torneo di tennis giocato sul cemento. È stata la 33ª edizione dell'evento, che fa parte della categoria ATP Tour 250 nell'ambito dell'ATP Tour 2021. Si è giocata all'Atlantic Station di Atlanta, negli Stati Uniti, dal 24 luglio al 1º agosto 2021.

## Partecipanti

### Teste di serie
| Giocatore   | Nazionalità    | Ranking* | Testa di serie |
| ----------- | -------------- | -------- | -------------- |
| Canada      | Milos Raonic   | 22       | 1              |
| Italia      | Jannik Sinner  | 23       | 2              |
| Regno Unito | Cameron Norrie | 30       | 3              |
| Stati Uniti | Reilly Opelka  | 32       | 4              |
| Stati Uniti | Taylor Fritz   | 37       | 5              |
| Stati Uniti | John Isner     | 39       | 6              |
| Francia     | Benoît Paire   | 49       | 7              |
| Sudafrica   | Lloyd Harris   | 51       | 8              |

* Ranking al 19 luglio 2021.

### Altri partecipanti
I seguenti giocatori hanno ricevuto una wild card per il tabellone principale:
- Trent Bryde
- Milos Raonic
- Jack Sock

I seguenti giocatori sono passati dalle qualificazioni:

- Evgenij Donskoj
- Bjorn Fratangelo
- Peter Gojowczyk
- Christopher O'Connell

### Ritiri
Prima del torneo
- Grigor Dimitrov → sostituito da  Yasutaka Uchiyama
- Jahor Herasimaŭ → sostituito da  Mackenzie McDonald
- Sebastian Korda → sostituito da  Denis Kudla
- Adrian Mannarino → sostituito da  Ričardas Berankis
- Tommy Paul → sostituito da  Andreas Seppi
- Guido Pella → sostituito da  Kevin Anderson

## Partecipanti al doppio

### Teste di serie
| Nazione     | Giocatore            | Nazione     | Giovatore          | Ranking* | Testa di serie |
| ----------- | -------------------- | ----------- | ------------------ | -------- | -------------- |
| Regno Unito | Luke Bambridge       | Regno Unito | Ken Skupski        | 124      | 1              |
| Israele     | Jonathan Erlich      | Messico     | Santiago González  | 124      | 2              |
| Pakistan    | Aisam-ul-Haq Qureshi | India       | Divij Sharan       | 138      | 3              |
| Australia   | Matthew Ebden        | Australia   | John-Patrick Smith | 147      | 4              |

* Ranking aggiornato al 19 luglio 2021.

### Altri partecipanti
Le seguenti coppie hanno ricevuto una wildcard per il tabellone principale:
- Keshav Chopra /  Andres Martin
- Nick Kyrgios /  Jack Sock

## Punti e montepremi
| Torneo    | Torneo              | V       | F      | SF     | QF     | 2T     | 1T    | Q  | Q2    | Q1    |
| Singolare | Punti               | 250     | 150    | 90     | 45     | 20     | 0     | 12 | 6     | 0     |
| Singolare | Premi in denaro ($) | 119.800 | 64.780 | 35.780 | 20.330 | 11.690 | 7.000 | –  | 3.390 | 1.695 |
| Doppio    | Punti               | 250     | 150    | 90     | 45     | –      | 0     | –  | –     | –     |
| Doppio    | Premi in denaro ($) | 39.300  | 20.140 | 10.920 | 6.240  | –      | 3.660 | –  | –     | –     |

## Campioni

### Singolare
John Isner ha sconfitto in finale  Brandon Nakashima con il punteggio di 7-6(8), 7-5.
- È il sedicesimo ed ultimo titolo in carriera per Isner.

### Doppio
Reilly Opelka /  Jannik Sinner hanno sconfitto  Steve Johnson /  Jordan Thompson con il punteggio di 6-4, 6(8)-7, [10-3].